# 陳全 (永樂進士)
陳全，字果之，號蒙庵，福建長樂人，明朝榜眼、政治人物。
永乐四年，其中進士一甲第二名（榜眼），授翰林院編修，歷任侍講。善於詩文，傳有《蒙庵集》。